# ストルパー＝サミュエルソンの定理

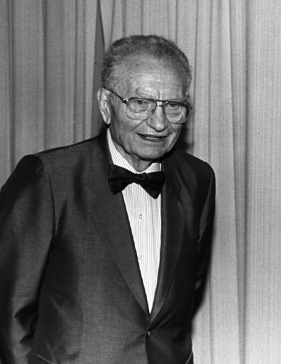
ポール・サミュエルソン

ストルパー＝サミュエルソンの定理（すとるぱー＝さみゅえるそんのていり、英：The Stolper–Samuelson theorem）は、ある財の相対価格が上昇すると、その財の生産に集約的に用いられる生産要素の相対要素価格が上昇するという理論的結果のこと。ウォルフガング・ストルパーとポール・サミュエルソンが1941年の論文で発表した。ヘクシャー＝オリーン・モデルから導かれる。

## 概要
生産技術が規模に関して収穫一定、完全競争、生産要素の数が財の数に等しい―などの条件下において、ある財の相対価格の上昇は、その財の生産に集約的に用いられる生産要素の相対価格を上昇させ、また別の生産要素の相対価格を低下させる。標準的な教科書では「資本」と「労働」という2つの生産要素で語られるが、「熟練労働」と「非熟練労働」という2つの生産要素に置き換えて議論されることも多い。当然、その他の生産要素の組（土地と労働など）に置き換えても議論可能である。
- ロナルド・ジョーンズとジョゼ・シェイクマン（英語版）は、ウォルフガング・ストルパー（英語版）とポール・サミュエルソンが示したよりもより一般的な条件下で定理が成り立つことを示している[5]。
- この定理の系（corollary）として、「貿易が開始されると、その国に豊富に存在する生産要素の相対価格が上昇し、その国で希少な生産要素の相対価格が低下する」というものがある。
- この定理を基に、「貿易の増加がパレート改善をもたらすようにする希少生産要素への補償スキームが存在する」という理論的結果も導くことができる[6]。
- この定理は、生産要素が国際移動できなくても、貿易によって国の間の生産要素の相対価格が均等化するという要素価格均等化定理と密接に関連している。

## 実証的妥当性
- 1990年代後半から2000年代の研究では、財の価格の変化と生産要素の価格の変化を比較した研究では、ストルパー・サミュエルソンの定理はおおかた支持されている。チリ、メキシコ、ブラジルを対象にした研究がある[7][8][9]。

- ロバート・フィーンストラとゴードン・ハンソンは、1990年代以降、熟練労働が豊富なアメリカと非熟練労働が豊富なメキシコの間の貿易が増えるにつれて、両方の国で「熟練労働賃金/非熟練労働賃金」の相対価格（いわゆるスキル・プレミアム）が上昇している事実を発見した[4]。ストルパー・サミュエルソンの定理と非整合的であるが、オフショアリングのモデルを用いてこの現象を説明している[4]。

- ロバート・フィーンストラは、2004年に初版が出版された彼の著書で、ヘクシャー＝オリーン・モデルのことを「過去と現代の国際貿易パターンを説明する上では絶望的に不十分である（hopelessly inadequate as an explanation for historical and modern trade patterns）」と述べている[10]。

- ドナルド・デービスとプラチ・ミシュラは、2006年の論文で「ストルパー・サミュエルソンの定理は死んだ（It is time to declare Stolper–Samuelson dead）」と述べている[11]。ラテンアメリカ諸国は労働豊富国であると考えられるので、ストルパー・サミュエルソンの定理によると貿易自由化で賃金が上昇するはずである。しかし、実際にはそれらの国で賃金が低下したことからこのように述べられた。

- 熟練労働と非熟練労働の2生産要素を想定する。ストルパー・サミュエルソンの定理によると、貿易によって熟練労働が豊富な先進国では賃金格差が拡大し、非熟練労働が豊富な途上国では賃金格差が縮小することが予想できる。しかし、実際には両方の国で賃金格差が拡大していることが示唆されている[12]。

## 現代的解釈
- リチャード・ボールドウィンとリカード・フォースリッドは、生産要素が労働のみで異質的企業が資本と解釈できるモデルを考え、貿易自由化が賃金と資本のリターンに与える影響を分析している[13]。そして、ストルパー・サミュエルソンの定理と似通った結果（a Stolper–Samuelson-like result）が得られたと述べている。
- 2000年代以降、中国からの製造業品の輸入が、製造業の生産に集約的に用いられる男性労働者の相対賃金を低下させ、一方で製造業を輸出している国では男性労働者の相対賃金が上昇する理論的・実証的結果について、「ストルパー・サミュエルソン定理が示す結果と整合的である」と述べられている[14]。